# 수산대학
수산대학의 다른 뜻은 다음과 같다.
- 군산수산전문대학은 1979년 2월부터 1994년 2월까지 존재했던 군산대학교의 전신이다.
- 도쿄수산대학은 1949년부터 2003년까지 존재했던 도쿄해양대학의 전신이다.
- 부산수산대학교는 1941년 4년제 전문학교인 부산고등수산학교로 개교하여  1946년 9월 부산수산대학교로 승격된 대학이다.1996.7.6 부산수산대학교와 부산공업대학교 통합하여 부경대학교가 설립되었다.
- 여수수산전문대학은 1979년 3월 설립되어 1987년 3월 4년제 여수수산대학으로 승격된 대학이다.
  - 여수수산대학은 1987년 3월 설립되어 1993년 3월 여수수산대학교로 명칭이 바뀐 대학이다.
  - 여수수산대학교는 1993년 3월 설립되어 1998년 3월 여수대학교로 명칭이 바뀐 대학이다.
  - 여수대학교는 2006년 2월 전남대학교로 통합되었다.
- 포항수산초급대학은 1954년 4월 설립되어 현재 포항대학교로 명칭이 바뀐 대학이다.
- 한국수산벤처대학은 2007년 3월 전라남도청, 완도군청, 조선대학교가 공동 출자하여 설립한 대학이다.

- 수산대학교는 일본의 대학이다.